# Манас (национальный парк, Индия)
Мана́с — национальный парк в индийском штате Ассам, округе Бакса, входящего в Территориальное Объединение Бодоланд. Территория заповедника примыкает к бутанской границе и к реке Манас.
С бутанской стороны заповедная зона продолжается, там находится Королевский национальный парк Манас Бутана.

## Название
Своё название парк получил в честь реки Манас, названной в свою очередь в честь богини змей Манасы.

## Флора
Большая часть Парка покрыта смешанным тропическим лесом, иногда разбиваемым полянами. Этот могучий лес как будто бы расступается, давая место небольшим травянистым лугам, и взирает на маленькие, колышущиеся от дуновения ветерка области с высоты своих исполинских деревьев, как на какое-то удивительное и непонятное создание. Одно из удивительных деревьев, которое встречается в этих местах – это канчан. Редко удается увидеть дерево с таким множеством цветов. Эта разновидность не способна к размножению семенами - вся энергия растения затрачивается на цветение. Дерево сплошь до макушки укрыто розовым ковром маленьких цветочков, чем-то похожих на миниатюрные орхидеи. По всей территории парка протекает множество рек, речушек и ручейков. Водные потоки пересекают лес, рассекают поляны, и текут, устремляясь в каком-то, лишь им ведомом направлении, дальше питать почву, давать жизнь растениям и животным.
Часть территории парка Манас отдана болотам. Они жизненно необходимы для выживания быстро исчезающих щетинистого зайца и карликовой свиньи.

## Фауна
Количество видов млекопитающих, обитающих в Манасе, насчитывает более 55, птиц- 380 видов, рептилий – 50, и даже 3 вида амфибий. Некоторые из этих животных находятся на грани исчезновения. Среди обитателей Манаса есть азиатские слоны, тигры, индийские носороги, гауры, индийские буйволы, барасинги, медведи-губачи, аксисы, замбары, индийские леопарды, гладкошёрстные выдры, хулоки, горные резусы, шапочниковые лангуры, двухцветные гигантские белки и множество других зверей. Этот парк также знаменит благодаря тому, что именно на его территории проживают ассамская кровельная черепаха, золотой лангур, карликовая свинья и щетинистый заяц – очень редкие виды, которые обитают только в этом заповеднике. Главная его достопримечательность — большая птица-носорог. Из представителей ночного мира здесь вы можете встретить летающих собак. Весь день они целой стаей висят вниз головой, облюбовав какое-либо дерево, похожие на плохо закрытые зонтики, а ночью, изголодавшись, вылетают на охоту. Другой ночной бродяга – толстый лори, чем-то похожий на маленького плюшевого мишку. На его лице навсегда застыло выражение великой печали и отчаяния, которое усугубляется полоской черного меха вокруг глаз, будто бы кто-то наставил ему синяков. Также в Манасе можно встретить черепах, ящериц, разнообразных змей, гангского гавиала и речного гангского дельфина (сусука). 